# Paul Tighe
Paul Desmond Tighe (ur. 12 lutego 1958 w Navan) – irlandzki biskup katolicki, sekretarz Papieskiej Rady ds. Kultury.

## Życiorys
10 lipca 1983 otrzymał święcenia kapłańskie. 
30 listopada 2007 został mianowany przez Benedykta XVI sekretarzem Papieskiej Rady ds. Środków Społecznego Przekazu.
19 grudnia 2015 papież Franciszek ustanowił go sekretarzem pomocniczym Papieskiej Rady ds. Kultury, ustanawiając go jednocześnie biskupem tytularnym Drivastum. Sakry biskupiej 27 lutego 2016 udzielił mu Sekretarz Stanu - kardynał Pietro Parolin.
28 października 2017 został sekretarzem Papieskiej Rady ds. Kultury.